# Білялов Іззет Шевкетович
Іззет Шевкетович Білялов (нар. 13 січня 1995, Завітне, Совєтський район, АР Крим, Україна) — український та російський футболіст, нападник. У 2014 році отримав російський паспорт.

## Життєпис
У дитячо-юнацькій футбольній лізі України виступав за «Фенікс-Іллічовець» і сімферопольське училище олімпійського резерву (УОР) з 2009 по 2012 рік, зіграв у понад тридцяти матчах.
У 2012 році Білялов став гравцем сімферопольської «Таврії». Переважно грав в юнацькому та молодіжному чемпіонатах України. Єдину гру за першу команду провів 25 вересня 2013 року в рамках 1/16 фіналу Кубку України проти черкаського «Славутича» (1:3). «Таврію» представляв молодіжний склад, а грою керував її тренер Адам Седлер. У зв'язку з кадровим дефіцитом в першій частині сезону 2013/14 років Білялов грав за дубль не тільки на позиції нападника, але й на позиції захисника. У лютому 2014 року разом з молодіжкою «Таврії» став срібним призером турніру Кримський підсніжник. У зв'язку з розформуванням «Таврії» в результаті окупації Криму Росією отримав статус вільного агента.
У Всекримському турнірі виступав за сімферопольський «Скіф». Потім повинен був відправиться до Бразилії на турнір для вільних агентів, проте через проблеми з документами поїздка не відбулася. В результаті агент Білялова допоміг йому працевлаштуватися в чорногорському клубі «Зета», з яким підписав дворічний контракт. У всіх матчах виходив на заміну. Провів три гри в чемпіонаті Чорногорії та один матч у кубку країни. У березні 2016 року побував на перегляді в білоруському «Німані». Влітку 2016 року перебував на перегляді в ніжньокамському «Нафтохіміку».
У серпні 2016 року став гравцем феодосійської «Кафи». У листопаді 2016 року Білялов отримав дискваліфікацію на три матчі Прем'єр-ліги Криму та оштрафований на 5 тисяч рублів за нецензурну лайку на адресу судді після матчу з ялтинським «Рубіном». Після закінчення першої частини сезону 2016/17 Іззет покинув команду. У лютому 2017 року складі ялтинського «Рубіна» завоював бронзові медалі на відкритому зимовому Кубку КФС. У 2017 році грав у чемпіонаті Кіровського району за команду «Яскраве Поле».